# Hospital Real de Granada
O Hospital Real de Granada é um edifício histórico da cidade de Granada, Espanha datado do início do século XVI. Atualmente é a sede da reitoria da Universidade de Granada, da biblioteca daquela universidade e nele também funcionam alguns dos serviços de gestão centrais. Foi declarado Monumento Histórico Artístico, o que segundo a legislação atual lhe confere a categoria de Bem de Interesse Cultural (B.I.C.).

## História
Após terem conquistado Granada, pondo fim ao último reino muçulmano na Península Ibérica, os Reis Católicos promoveram numerosas obras na cidade, que a converteram no último grande núcleo da arquitetura gótica espanhola. Entre estas obras destacam-se a Capela Real e o Hospital Real, que graças a uma "Carta Privilégio" emitida em 15 de setembro de 1504 em Medina del Campo, declaram a fundação do hospital, que substituiria o que foi instalado na Alhambra em 1501 para responder às carências sanitárias da cidade. Inicialmente pensou-se erigir o novo hospital entre a porta de Bib-Rambla e a porta de Bibalmazán, mas em 1511, ano em que as obras seriam finalmente iniciadas, decidiu-se erigir o hospital sobre um antigo cemitério muçulmano extramuros, próximo da Porta de Elvira, correspondendo às exigências então em voga de instalar os hospitais em lugares mais desafogados e extramuros.
As obras foram interrompidas após a morte de Fernando, o Católico (1516) e foi retomada em 1522 pelo imperador Carlos V. Começou a funcionar como hospital em 1525 e foi inaugurado em 1526, ainda inacabado, pois faltavam-lhe as decorações dos pátios, à exceção do da capela, as janelas, o pórtico e muitos artesoados. O pórtico, obra de Alonso de Mena, foi terminado em 1640. As obras e remodelações prolongaram-se pelos séculos XVI a XVIII.
Inicialmente o hospital destinava-se a acolher doentes sifilíticos, mas a partir de 1536 passou receber também doentes mentais, devido ao encerramento do Maristán, o antigo hospital muçulmano situado no Albaicín, junto ao Bañuelo. Mais tarde foi destinado à cura dos enfermos do "mal francês" (nome pelo qual era conhecida a sífilis) de toda a Espanha.
Após a desamortização de Mendizábal em 1835, o hospital passou a depender da Deputação Provincial, passando a ali funcionar o asilo de idosos e a "casa de dementes". Em 1961, o edifício foi adquirido pelo Ministério da Educação Nacional; encontrava-se então em péssimo estado de conservação. A Direção Geral de belas Artes encomendou então os trabalhos de restauro ao arquiteto Francisco Prieto Moreno. Depois de se ponderar destiná-lo a albergar exposições de tapeçarias do Patromónio Nacional ou a instalações universitárias, a Universidade de Granada fez uma proposta para que albergasse a bilblioteca universitária, sem que por isso deixasse de ser também museu e sala de exposições. Em 1971 passou a ser propriedade da universidade e desde então sucederam-se várias obras de restauro e limpeza. Foi nessa época que foram colocadas diante da fachada as grades procedentes do Hospital de São Lázaro. Em 1978 o arquiteto Francisco Jiménez Robles fez um novo projeto para adaptar o edifício às suas novas funções de reitoria, serviços gerais e biblioteca da universidade. Na década de 1980 os trabalhos de restauro continuaram, incidindo principalmente o zimbório, os tetos das galerias altas do Pátio dos Mármores e o aspeto urbano do exterior do edifício.

## Arquitetura

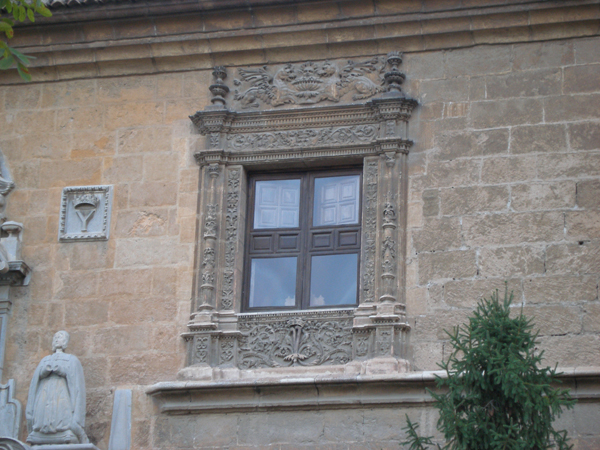
Janela plateresca na fachada

O hospital é uma obra eclética, onde se misturam elementos góticos, renascentistas e mudéjares, em que intervieram os artistas mais eminentes do seu tempo, como {ilc|nl=s|Enrique Egas}}, que se pensa ter sido o arquiteto do projeto, Pedro Machuca e Diego de Siloé, entre outros.
Egas repete o esquema do Hospital de Santa Cruz de Toledo, tomando como modelo o Hospital Maior de Milão, uma obra de Filarete copiada por toda a Europa a partir do século XVI. O edifício tem uma planta em cruz grega inscrita num quadrado, em cujos ângulos há quatro pátios simétricos, erguendo-se no cruzeiro um zimbório. Tem dois andares, exceto na parte sudoeste, onde há um terceiro andar aberto para o exterior com varandas, conhecido como a Sala de Convalescentes, virada pata os Jardins do Triunfo.
A fachada principal tem quatro janelas platerescas muito ornamentadas, com as iniciais e emblemas dos fundadores e do imperador. No centro abre-se o pórtico, em pedra de Elvira, construída em 1632 e na qual aparecem os símbolos dos Reis Católicos, a canga e o feixe de flechas, uma imagem da Virgem e dos lados as figuras orantes dos Reis Católicos realizadas por Alonso de Mena. No frontão circular há um escudo das armas reais, preso pela águia de São João. Um amplo saguão, de planta retangular e teto de madeira, dá acesso às diversas dependências do edifício.
A portada frontal dá acesso às naves e é constituída por um arco de meio ponto suportado por pequenas colunas, emoldurado com alfiz decorado com bolas. As portas laterais conduzem aos pátios e ao andar superior, ou piso nobre. O "cruzeiro" — o ponto de interseção das quatro naves — divide-se em dois, algo pouco usual, já que normalmente este espaço era único para os dois piso. No piso inferior é coberta com uma abóbada de nervos e no piso superior com cúpula de madeira, reconstruída após o incêndio de 1549 e desenhada por Melchor de Arroyo, com a aprovação de Diego de Siloé e que constitui um dos trabalhos de carpintaria mais importantes do século XVI em Espanha. As naves do andar inferior são cobertas por alfarges [es], cujas sapatas são de tipologia muito variada (gótica, mudéjar e renascentista) e as do andar superior com armaduras mudéjares. Dos quatro pátios projetados, sáo os dois da esquerda foram terminados.

### Pátio dos Mármores
É o pátio mais rico, mas só foi terminado na parte inferior, formada por vinte arcos, cinco em cada lado, de meio ponto sobre esbeltas colunas, em cujos tímpanos se encontram as iniciais de Isabel (Y) e Fernando. No entablamento, obra de Martín de Bolívar, há escudos e cartelas dos Reis Católicos e de Carlos V, além do jugo e feixe de flechas.

### Pátio da Capela
Foi terminado em 1536, conforme consta na inscrição do andar superior do pátio. Apresenta uma galeria dupla formada por arcos de meio ponto sobre colunas dóricas no andar de baixo e coríntias no de cima. Os emblemas e iniciais são as mesmas que as do Pátio dos Mármores, mas sobre a cornija há uma inscrição que alude aos Reis Católicos e a Carlos V. O pátio tem quatro portas centradas em cada lado e uma fonte no centro, muito posterior ao projeto inicial. No lado noroeste há um poço de época desconhecida. O nome do pátio faz alusão ao facto de ali ter-se situado a capela onde havia um retábulo de 1647 no qual existia uma cruz de madeira do cepo onde esteve peso São João de Deus, um santo que segundo a lenda participou no salvamento dos doentes durante o incêndio de 1549.